# V-Rally 3

V-Rally 3 (numit și Need for Speed: V-Rally 3) este un joc de raliuri dezvoltat de Eden Games pentru PlayStation 2, Microsoft Windows, Game Boy Advance și publicat de Infogrames Entertainment. A fost lansat în 2002.
1. ↑  redump.org
2. ↑  INFOGRAMES releases V-RALLY 3 on Playstation 2 and Gameboy Advance in Europe, accesat în 2 august 2024